# Arrow Exhaust
Arrow Exhaust ist ein italienischer Hersteller von Abgasanlagen für Motorräder, insbesondere Rennmotorräder, aber auch Straßen-, Sport-, Touren- und Geländemotorräder aus Serienproduktion, und Motorroller. Der Unternehmenssitz, an dem auch die gesamte Produktion ausschließlich erfolgt, befindet sich in San Giustino in der Provinz Perugia, in der mittelitalienischen Region Umbrien.
Laut dem Hersteller werden Arrow-Produkte in der hauseigenen, mit speziellen Testräumen ausgestatteten F&E-Abteilung mit dem Ziel entwickelt, die Parameter Nennleistung, Emissionen, Verbrennung und Motoreffizienz zu optimieren. Sie werden aus den hochwertigen Materialien Edelstahl, Titan und Karbon gefertigt.

## Geschichte
Arrow wurde 1985 von Giorgio Giannelli gegründet, einem erfahrenen Motorradfahrer, der unter anderen Wettbewerben an den italienischen Motocross-Meisterschaften teilnahm. Innerhalb weniger Jahre wuchs die Produktion auf industrielles Niveau und umfasste eine breite Palette an Auspuffanlagen für Zweitakt- und Viertaktmotoren. Anfangs wurden auch Motocross-Lenkstangen hergestellt, später zusätzlich noch Lenkungsdämpfer und Rennfußrasten. Inzwischen sind offensichtlich wieder nur Abgasanlagen im Sortiment.
Bekanntheit erlangte das Unternehmen vor allem durch Erfolge bei Motocross-Weltmeisterschaften: Der erste Motocross-Weltmeistertitel, den ein Fahrer mit einem mit Arrow-Auspuffanlage ausgestatteten Motorrad errang, ging 1987 an den Belgier Georges Jobé. 1988 siegte Edi Orioli auf der Rallye Paris-Dakar mit einem Arrow-Auspuff an seiner Honda NXR.
Parallel gründete Giorgio Giannelli ein zweites Unternehmen, Giannelli, das sich auf klassischere Abgasanlagen für Zweiräder mit Zweitaktmotor konzentriert. Vor wenigen Jahren wurden beide Unternehmen verschmolzen, Arrow entwickelt und produziert seitdem alle Produkte für beide Marken, Arrow und Giannelli.